# Lillsjön (Ambjörnarps socken, Västergötland)
Lillsjön är en sjö i Tranemo kommun i Västergötland och ingår i Ätrans huvudavrinningsområde.